# HK Beostar
Le HK Beostar est un club de hockey sur glace de Belgrade en Serbie. Il évolue dans le Championnat de Serbie de hockey sur glace.

## Historique
Le club est créé en 2006.

## Palmarès
- Aucun titre.